# مارتين كوريا
مارتين كوريا (بالإسبانية: Martín Correa)‏ هو لاعب كرة قدم أوروغواياني، ولد في 27 يوليو 1991 في مونتيفيديو في الأوروغواي. لعب مع بنيارول.

## وصلات خارجية
- مارتين كوريا على موقع قاعدة بيانات كرة القدم.إي يو (الإنجليزية)
- مارتين كوريا على موقع Soccerway.com (الإنجليزية)
- مارتين كوريا على موقع عالم كرة القدم.نت (الإنجليزية)